# Das Wachsfigurenkabinett
Das Wachsfigurenkabinett is een Duitse expressionistische film uit 1924 onder regie van Paul Leni.

## Verhaal
De directeur van een wassenbeeldenmuseum geeft een auteur de opdracht om verhalen te schrijven bij drie beelden. Zijn verhalen gaan over kalief Haroen ar-Rashid, tsaar Ivan de Verschrikkelijke en Jack the Ripper.

## Rolverdeling
| Acteur        | Personage                |
| ------------- | ------------------------ |
| Emil Jannings | Haroen ar-Rashid         |
| Conrad Veidt  | Ivan de Verschrikkelijke |
| Werner Krauß  | Jack the Ripper          |